# Сиенна Вест
Сиенна Вест (вариант: Сиена Вест; англ. Sienna West; 6 ноября 1977, Ориндж Каунти, Калифорния, США) — американская порноактриса.

## Карьера
Сиенна Вест работала в стриптиз-клубах Майами, Лос-Анджелеса. В порноиндустрию пришла уже в зрелом возрасте, в 2007 году. В данное время специализируется в жанре MILF.
Грудь с силиконовыми имплантатами. Сотрудничает с рядом порностудий и веб-сайтов, среди которых: Reality Kings, Brazzers, Naughty America, Bang Bros, Mofos и другие. Была замужем на протяжении 9 лет. Разведена. По данным на 2015 год, снялась в 195 порнофильмах.

## Премии и номинации
- 2007 — Adam Film World Awards — Milf of the Year[2]
- 2008 — AVN Awards — Milf/Cougar of the Year номинация[3]
- 2008 — CAVR Awards — Milf of the Year номинация[4]